# ليزلي غور
ليزلي غور (بالإنجليزية: Lesley Gore)‏ (و. 1946 – 2015 م) هي مغنية، وموسيقية، وممثلة من الولايات المتحدة الأمريكية . ولدت في مدينة نيويورك .
توفيت في مدينة نيويورك .

## التعليم
تعلمت في Sarah Lawrence College

## روابط خارجية
- ليزلي غور على موقع IMDb (الإنجليزية)
- ليزلي غور على موقع ميوزك برينز (الإنجليزية)
- ليزلي غور على موقع أول موفي (الإنجليزية)
- ليزلي غور على موقع قاعدة بيانات برودواي على الإنترنت (الإنجليزية)
- ليزلي غور على موقع قاعدة بيانات برودواي على الإنترنت (الإنجليزية)
- ليزلي غور على موقع قاعدة بيانات الأفلام السويدية (السويدية)
- ليزلي غور على موقع إن إن دي بي (الإنجليزية)
- ليزلي غور على موقع أول ميوزيك (الإنجليزية)
- ليزلي غور على موقع ديسكوغز (الإنجليزية)
- ليزلي غور على موقع قاعدة بيانات الفيلم (الإنجليزية)